# Graupapagei
Der Graupapagei (Psittacus erithacus; in älterer Literatur und einigen Sprachen auch weiterhin Jako) ist eine Vogelart aus der Familie der Eigentlichen Papageien (Psittacidae). Er ist die einzige Art der Gattung Psittacus. Mit ca. 33 cm Körperlänge und bis zu 450 g Körpergewicht ist er einer der größten Papageien Afrikas.
Graupapageien werden auch in Europa häufig in Zoos und Privathaltung gehalten und gezüchtet. Aufgrund ihrer hohen Intelligenz und ihrer Sprachbegabung zählen sie in der Kognitionsforschung zu den bedeutenden Tierarten. Berichte und Forschungen an freilebenden Graupapageien sind dagegen seltener. Sie tauchen auf Bildern europäischer Künstler nach dem erstmaligen Erreichen des afrikanischen Verbreitungsgebietes durch europäische Seefahrer auf.

## Unterarten, Verbreitung

### Beschreibung der Art und Unterarten
Heute werden zwei Formen des Graupapageis unterschieden. Zum einen der Kongo-Graupapagei, der durch Linné 1758 als Psittacus erithacus und in Gabun vorkommend beschrieben wurde. Zum anderen der 1844 von Fraser nach seinem Fundort im Timneh County, Sierra Leone, als Psittacus timneh beschriebene Timneh-Graupapagei. Es bestehen unterschiedliche Auffassungen, ob beide Formen als Arten oder Unterarten zu behandeln sind. Die Unterscheidung einer dritten Unterart (P. e. princeps) von den Inseln Príncipe und Bioko, deren Vertreter größer und dunkler als der Kongo-Graupapagei des Festlands sein sollen, gilt heute als fragwürdig.

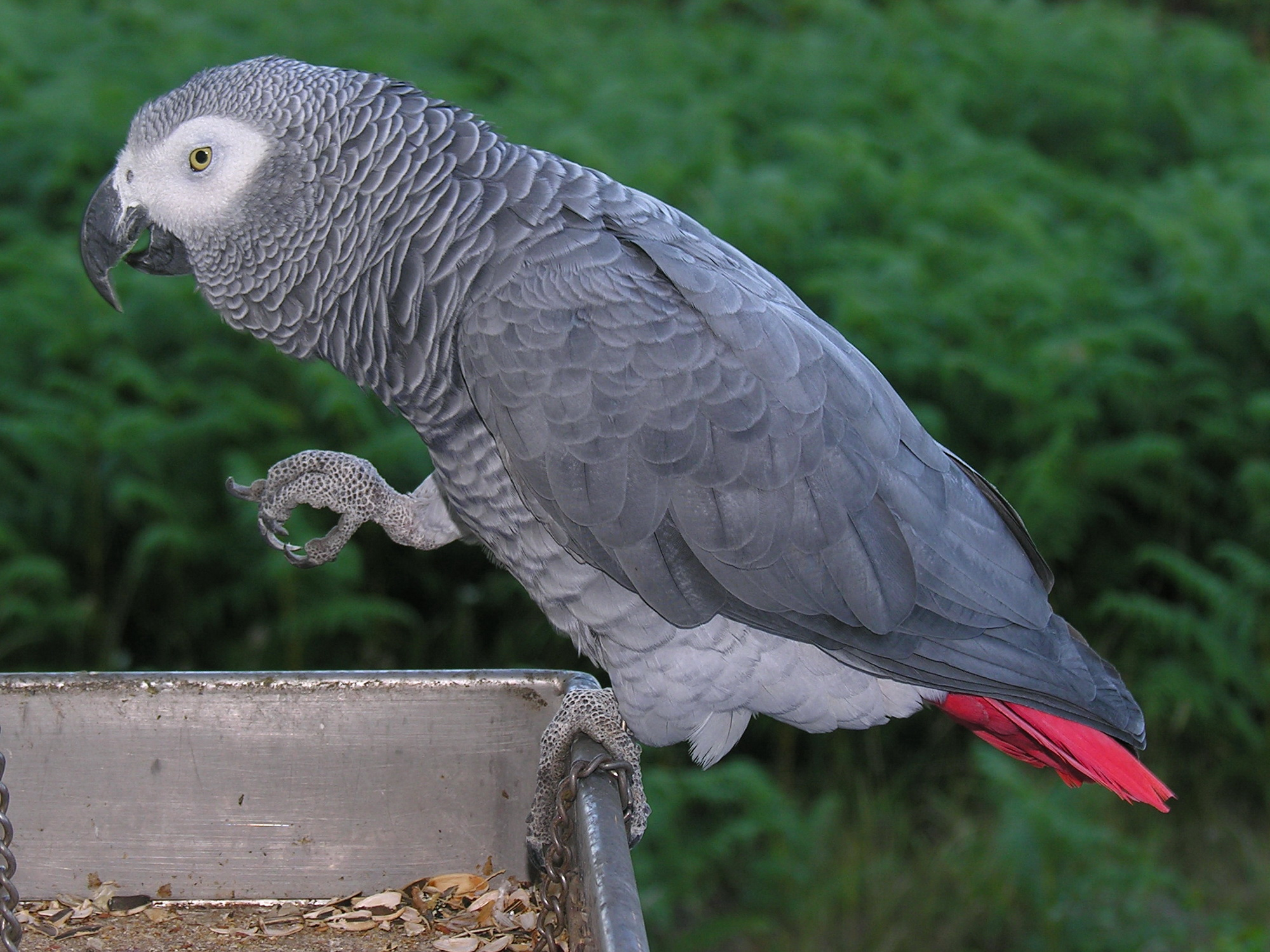
Kongo-Graupapagei

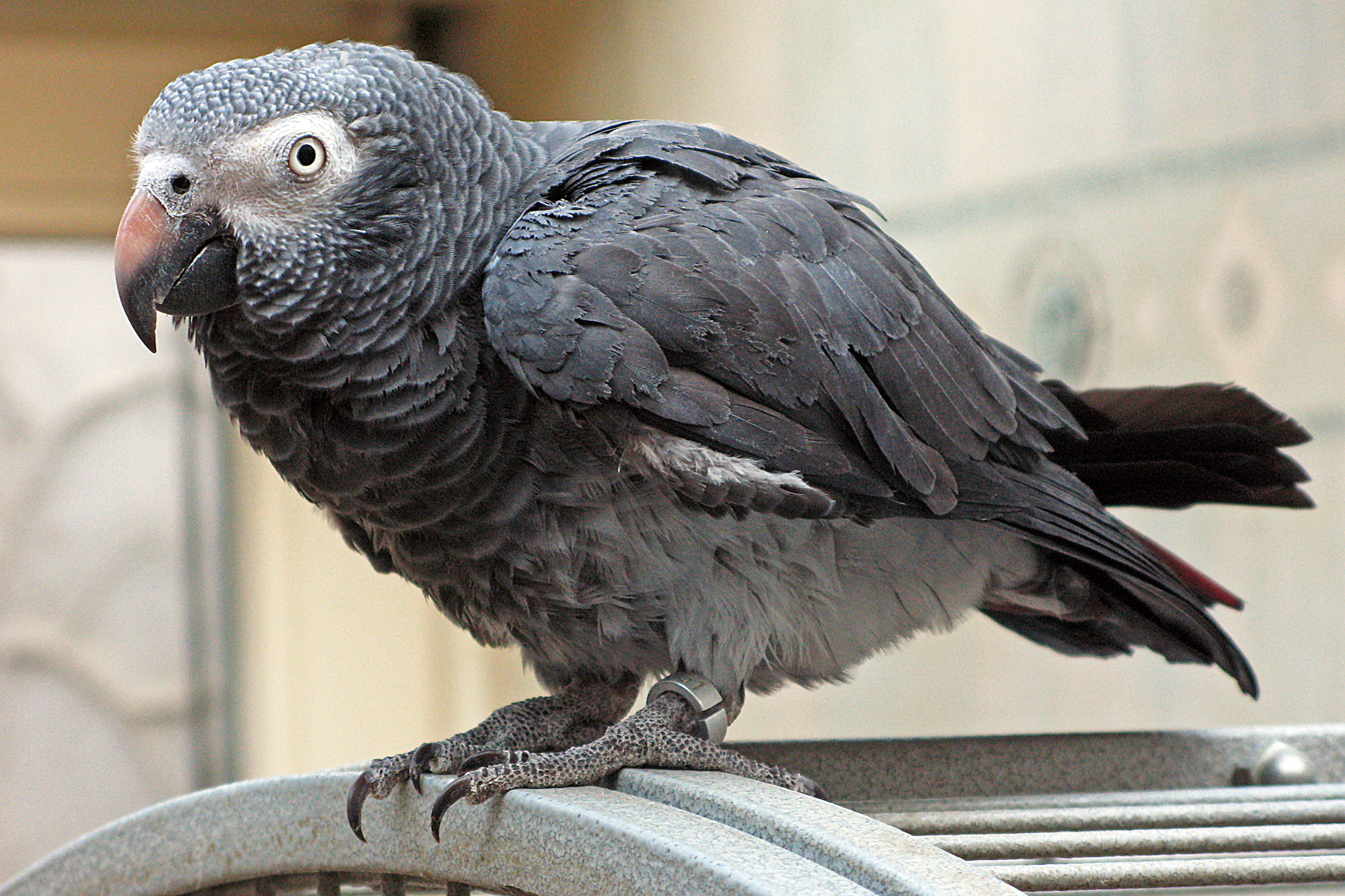
Timneh-Graupapagei

Graupapageien besitzen ein namensgebendes überwiegend graues Gefieder, das Gesicht ist weiß und um die Augen unbefiedert, das Gefieder am Kopf heller. Die Wachshaut ist weiß, der Schnabel schwarz, die Iris gelb bzw. weißgelb. Weibchen sind wie Männchen gefärbt, oft etwas kleiner. Jungtiere besitzen ein leicht braungraues Gefieder am Rücken und den Flügeln sowie eine abweichende Schwanzfärbung. Die Iris färbt bei ihnen von schwarz über dunkelgrau, grau nach 6–8 Monaten nach weißgelb um. Die Nominatform hat einen leuchtend hellroten Schwanz. Der Timneh-Graupapagei ist etwas kleiner, seine Schwanzfedern sind schmutzig weinrot, der Oberschnabel ist nicht schwarz, sondern heller bräunlich-rosa und das Gefieder dunkler grau.
Je nach Herkunftsgebiet weist der Kongo-Graupapagei Unterschiede in der Körpergröße und in der Färbung auf. So sind Vögel aus Kamerun dunkler grau gefärbt als Vögel aus dem Kongo.
Mutationszucht spielt bei Graupapageien keine Rolle. Bei den sogenannten Königsgraupapageien, die zahlreiche rote Federn am Körper besitzen, und deren Existenz vor allem in seichter Literatur, bei Haltern und Züchtern sowie in Internetforen ein Thema ist, liegt vermutlich eine krankhafte oder ernährungsbedingte Abweichung der Gefiederfärbung vor.

### Verbreitung

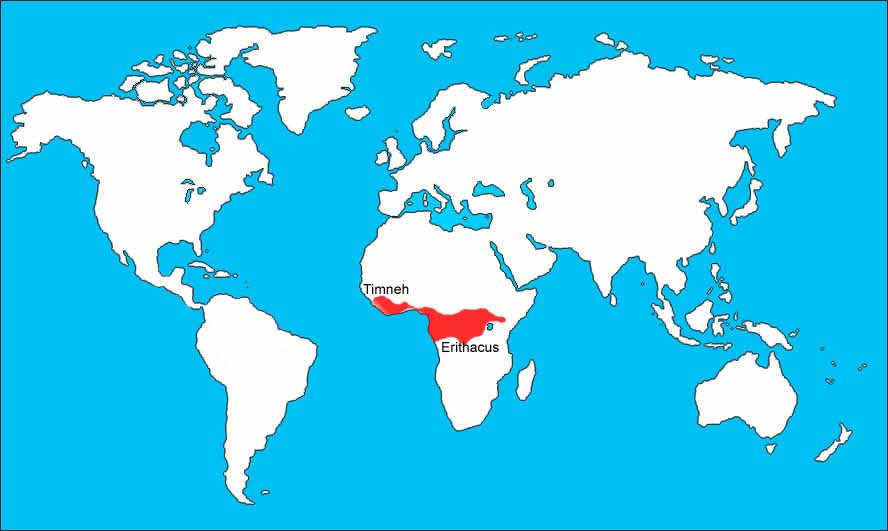
Verbreitungsgebiet des Graupapageis

Der Graupapagei bewohnt Zentral- und Westafrika und ist in seinem gesamten Areal Standvogel. Die Verbreitung gibt recht genau das Vorkommen tropischer Regenwälder wieder und reicht an den Arealrändern noch etwas in den Bereich der Feuchtsavannen hinein.

Der Kongo-Graupapagei ist nordwärts bis Süd-Nigeria, Kamerun und in die Zentralafrikanische Republik verbreitet, nach Osten bis West-Kenia und Nordwest-Tansania. Kernbereiche der Verbreitung sind Gabun, die Republik Kongo sowie der Norden und die zentralen Teile der Demokratischen Republik Kongo. Westliche Arealaußenposten liegen in Süd-Ghana und im Südosten von Côte d'Ivoire sowie als „Príncipe-Graupapagei“ auf den Inseln Bioko (Fernando Poo), São Tomé und Príncipe.

Der Timneh-Graupapagei kommt im Südwesten von Côte d'Ivoire, in Sierra Leone, Liberia und im Südosten von Guinea vor.

### Lebensraum
Der Graupapagei ist ein typischer Baumbewohner. Sein Lebensraum umfasst tropische Regenwälder, Mangroven und Feuchtsavannen. Er hält sich gern im Randbereich der Wälder zur offenen Landschaft hin auf, besucht dort auch Kulturland und Gärten, meidet aber menschliche Siedlungen.

## Lebensweise

### Ernährung

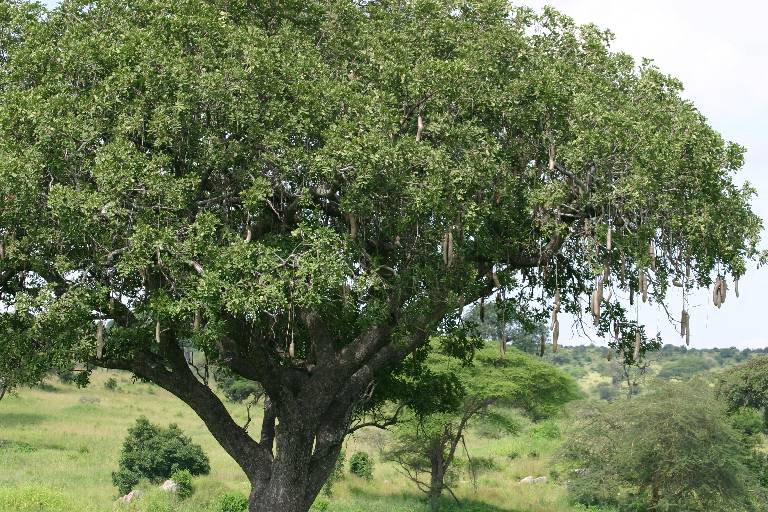
Leberwurstbaum, Graupapageien fressen an der Rinde und nehmen möglicherweise Baumsaft auf

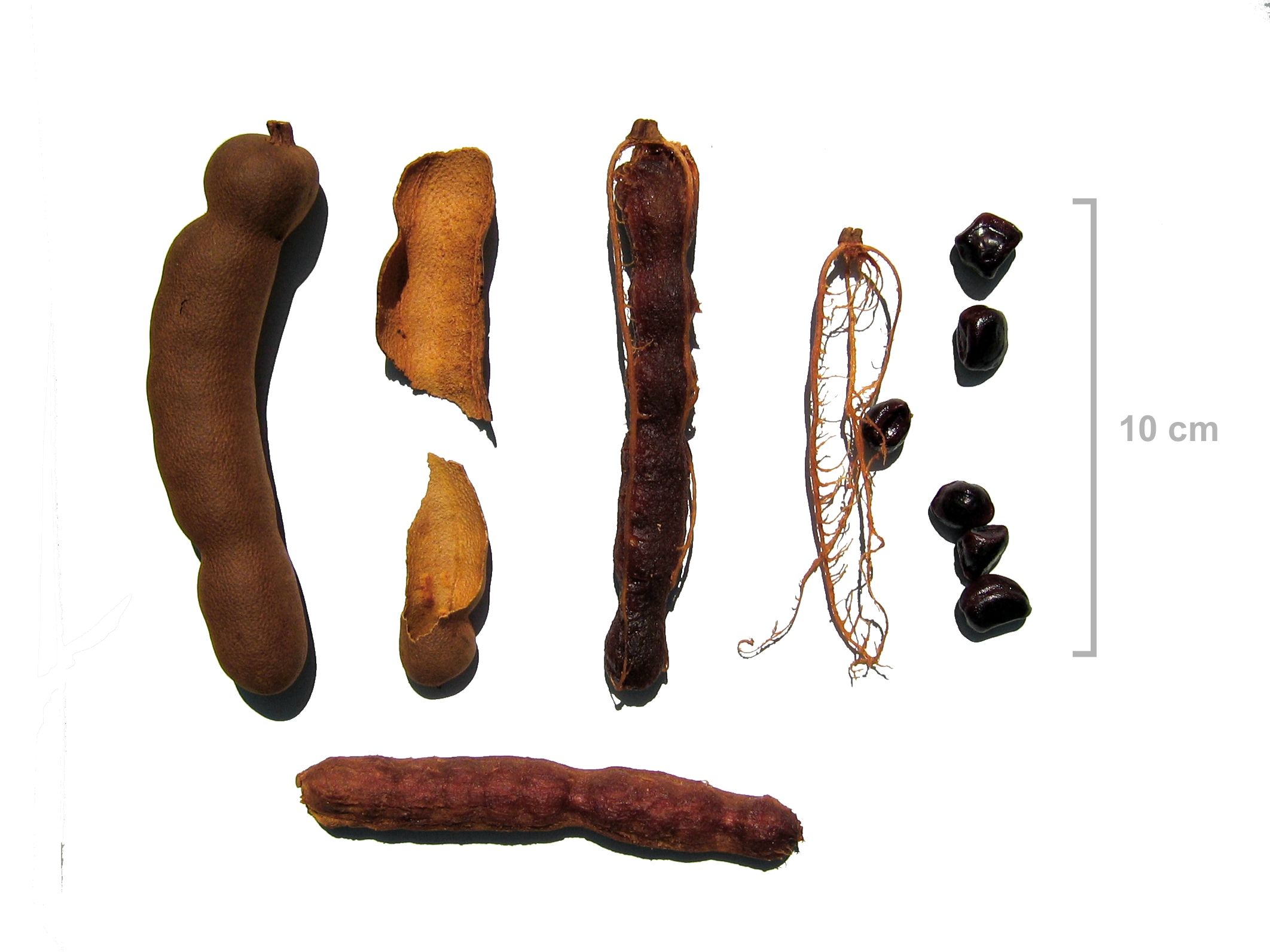
Tamarinde (Frucht)

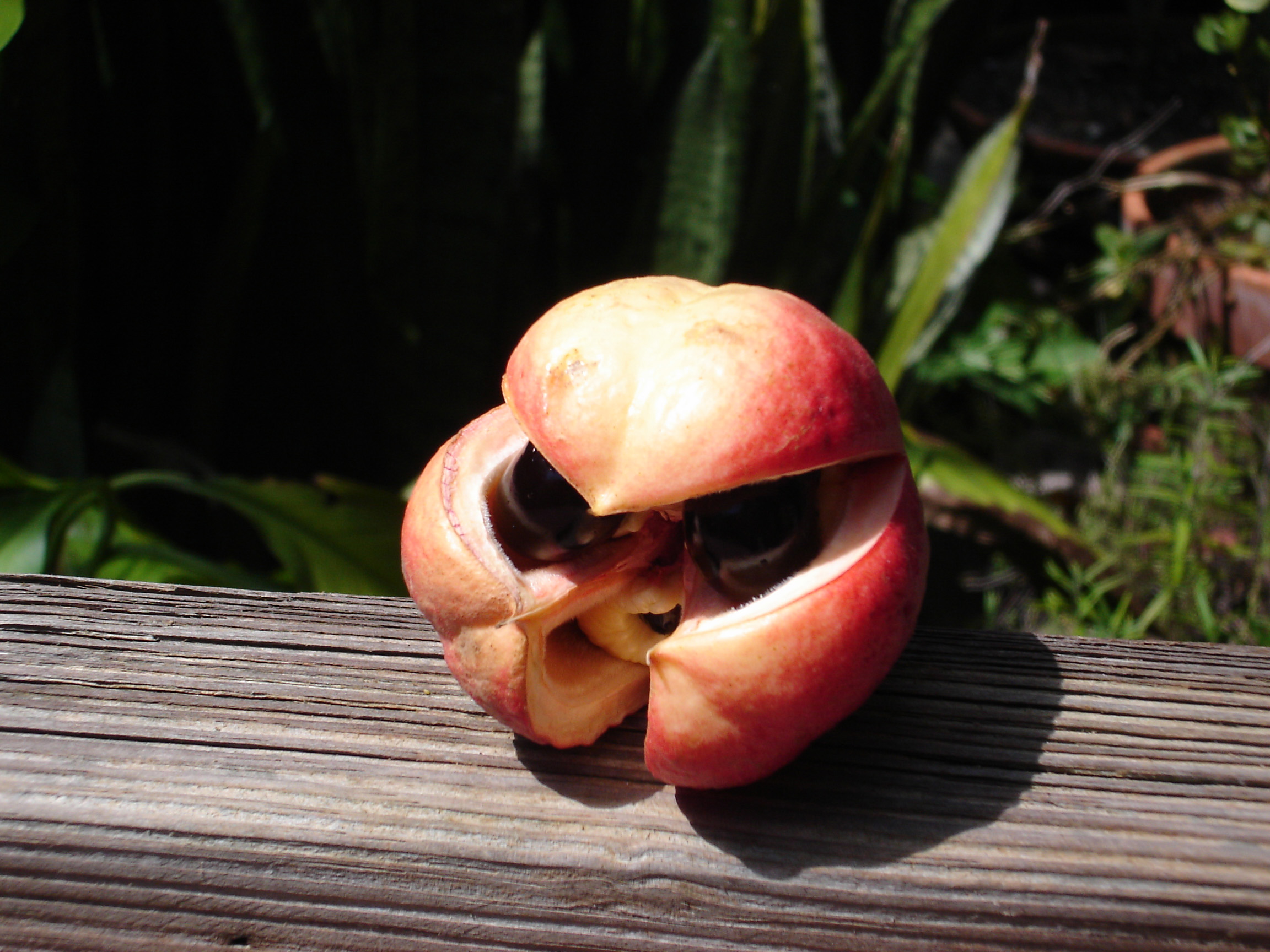
Akeepflaume (Frucht)

Der Graupapagei bevorzugt vegetarische Nahrung wie Früchte (Nüsse, Beeren), Samen, Blüten und Knospen. Er ist als wenig spezialisierter Generalist anzusehen. Die Hauptnahrungsquellen der Papageien sind Früchte und Pflanzenteile, die auf Gehölzen wachsen. Graupapageien sind aufgrund ihres Kletterfußes und des zum Klettern genutzten Schnabels hervorragend an das Leben in Baumwipfeln angepasst.
Zu den von ihnen gefressenen Pflanzen gehören: Elaeis guineensis (Afrikanische Ölpalme), Kigelia pinnata (Leberwurstbaum), Bombax sp., Ceiba sp., Dacryodes sp., Tamarinde Tamarindus indica, Carica papaya (Papaya), Harungana sp., Combretum sp. (bushwillow), Terminalis sp., Macaranga sp., Heisteria sp., Parkia sp., Ficus sp., auch Ficus sykomorus und Ficus sur, Musa sp. (Bananen), Hirse, Zea mays (Mais), Raphia sp., Prunus africana (African Almond), Prunus sp., Akeepflaume Blighia sapida, Cola tragacantha, Celtis sp. (Zürgelbaum). Die Hauptnahrungspflanzen unterscheiden sich vermutlich regional und saisonal nach dem Angebot, unterschiedliche Beobachter geben unterschiedliche Präferenzen an, was auch schon in der älteren Literatur deutlich wird.
Unter den Nahrungspflanzen finden sich auch gebietsfremde Arten wie etwa Bananen oder Mais, was für das Anpassungsvermögen der Graupapageien spricht.
Für eine Teilpopulation der Graupapageien ist die Aufnahme von Erde bzw. Lehm vermutlich zur Mineralaufnahme oder Entgiftung von Nahrung im Verdauungstrakt belegt.

### Stimme im Freiland
In freier Wildbahn verständigen sich Graupapageien mit Kreischlauten und schrillen Pfiffen.
Oft fliegen sie in großer Höhe und kommunizieren untereinander lautstark.

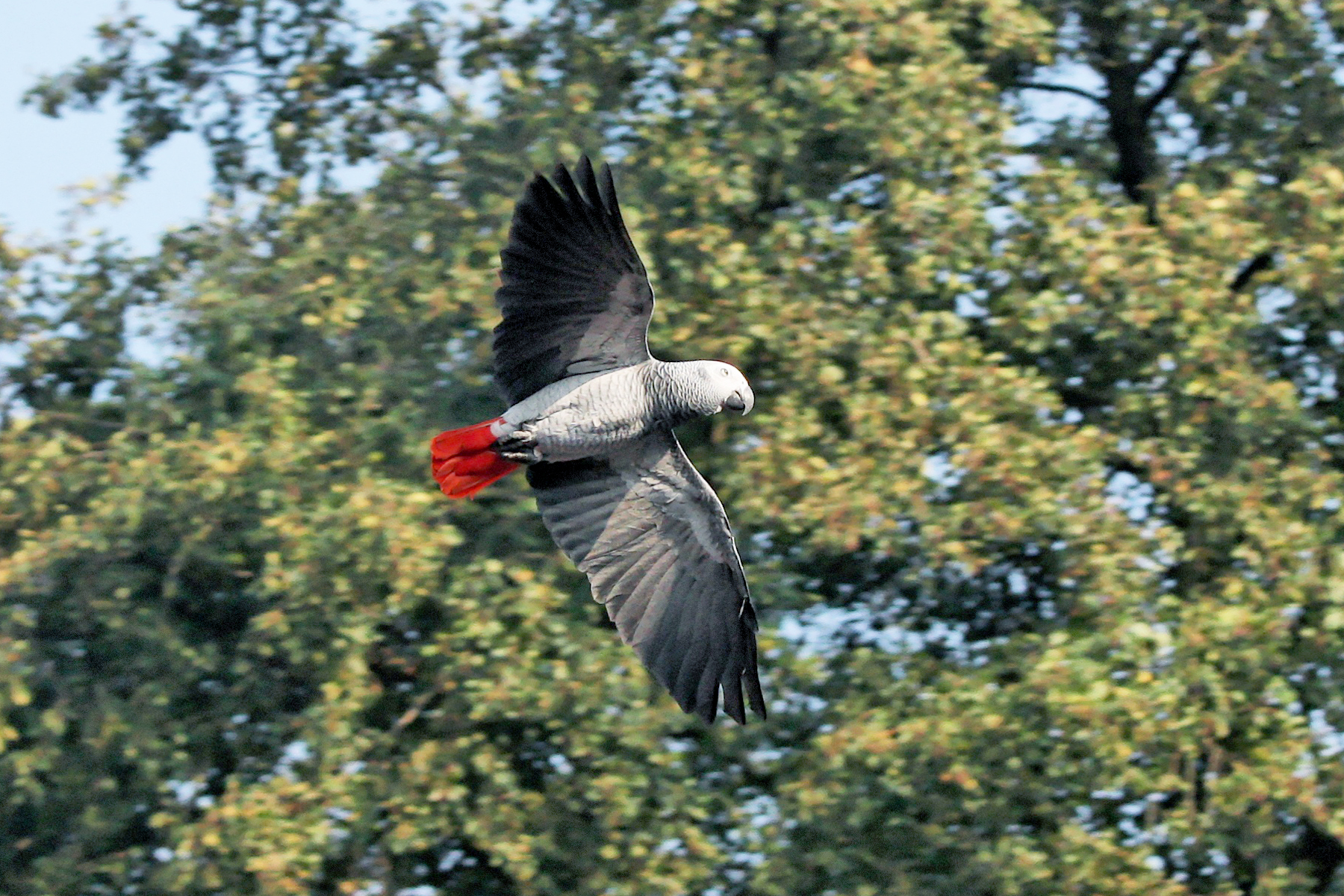
Graupapagei im Flug

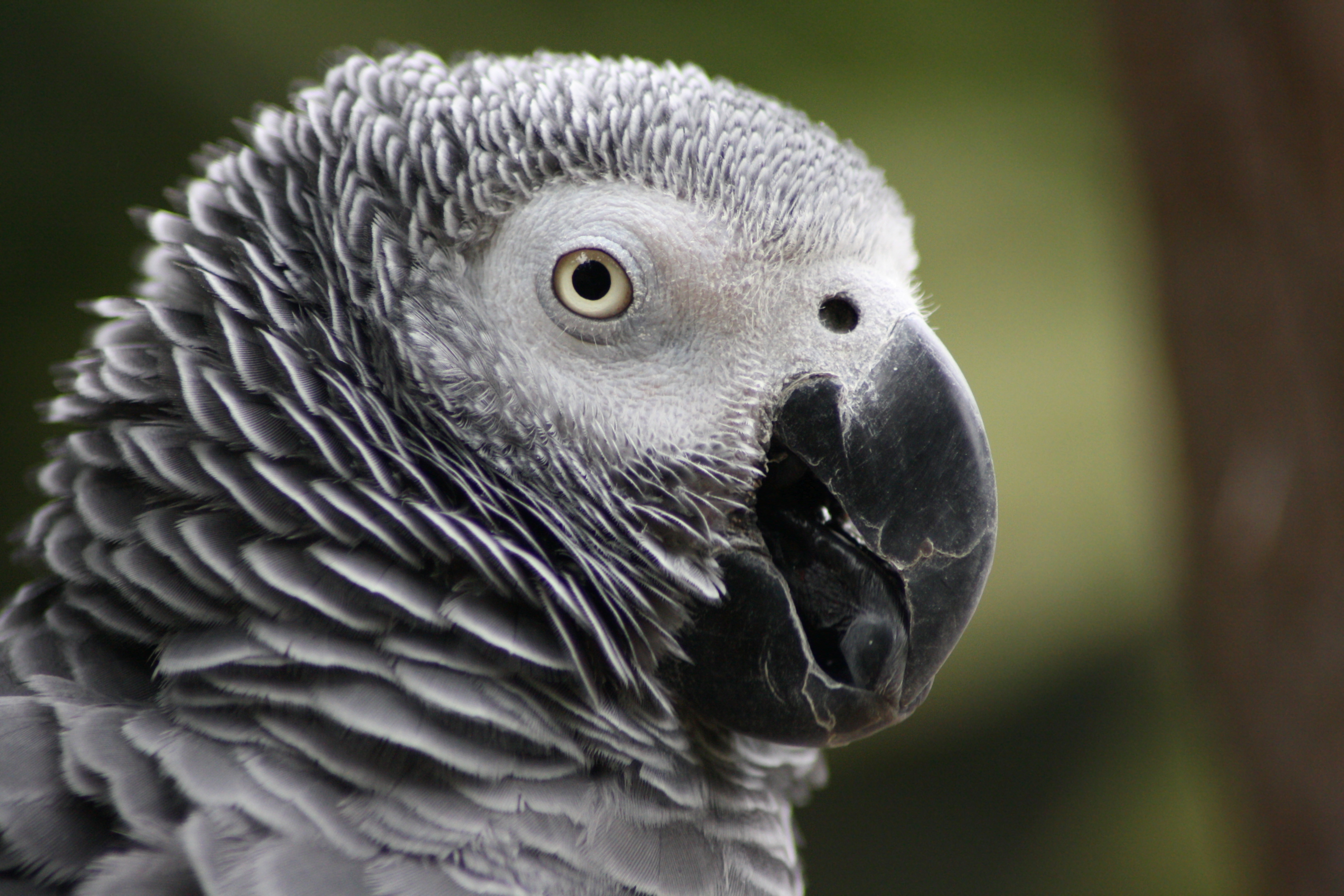
Porträt eines Kongo-Graupapageis

### Tagesablauf und Sozialstruktur
Die scheuen Vögel halten sich tagsüber paarweise oder in Kleingruppen auf. In der Dämmerung finden sie sich oftmals zu durchaus größeren Schwärmen zusammen.

### Fortpflanzung
Graupapageien gehen vermutlich eine lebenslange Paarbindung ein. Sie brüten außerhalb der regenreichsten Jahreszeit. Die Brutsaison wechselt je nach Lage der Regenzeit von Region zu Region. Die Vögel brüten in Baumhöhlen, oft in großen abgestorbenen Bäumen. Die Nesthöhle wird mit Moderholz ausgepolstert. Das Weibchen legt 2–5 Eier und bebrütet sie etwa 4 Wochen lang, während es vom Männchen bewacht und mit Nahrung versorgt wird. Die Jungvögel, um die sich beide Eltern kümmern, brauchen fast 3 Monate, bis sie flügge werden.

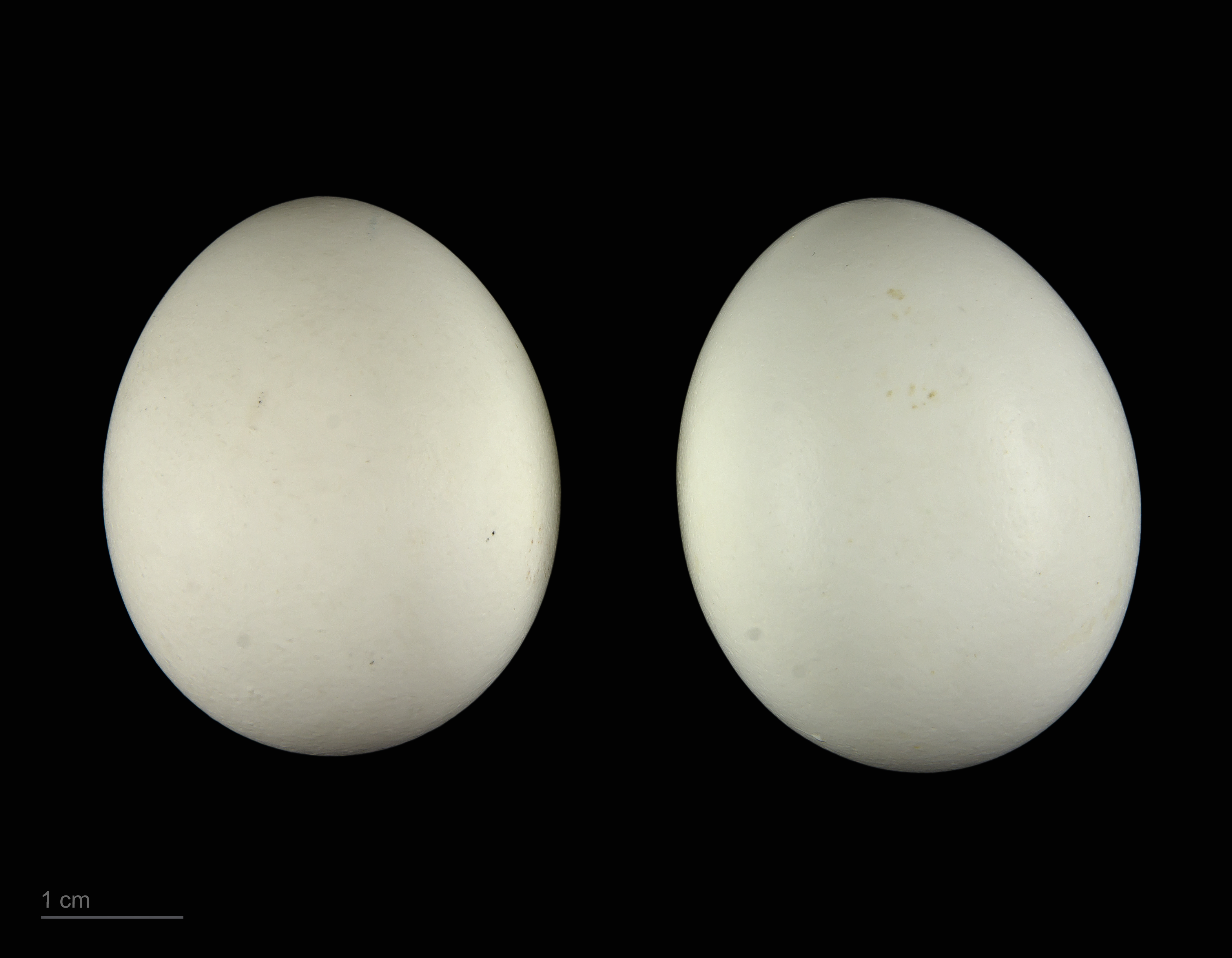
Psittacus erithacus

Die Reproduktionsleistung eines Paares in Gefangenschaft kann sehr hoch sein. Von 1962 bis 1974 wurden in den USA von einem einzigen Paar mittels Handaufzucht 87 Jungvögel großgezogen. Dies entspricht 7,25 Jungtieren pro Jahr. Die Reproduktionsrate in der freien Natur liegt sicher niedriger.

### Natürliche Feinde
Zu den natürlichen Feinden zählen Greifvögel, Schutzverhalten wird gegenüber fliegenden Schwarzachseladlern (Cassinaëtus africanus), nicht aber von Palmgeiern (Gypohierax angolensis) ausgelöst, obwohl sie bei erfolgreicher Jagd auf die recht unbeholfen fliegenden Graupapageien beobachtet wurden. Auch Habichte jagen Graupapageien. Nester werden oft von Affen und Schlangen ausgeraubt.

### Gefährdung und Artenschutz
Eine besondere Bedrohung sind Fang und Handel. Die IUCN geht davon aus, dass die Bestände im Rückgang begriffen sind. Seit 2016 stuft sie die Art als „gefährdet“ ein. Zu den Ursachen des Rückgangs der Art zählt der Fang für den internationalen Vogelhandel und der zunehmende Habitatverlust.
Seit 1981 fällt die Art unter das Washingtoner Artenschutzübereinkommen (engl. CITES, dt. WA) und seit 1987 ist sie nach europäischem Recht besonders geschützt. Seit 4. Februar 2017 ist sie in Anhang A der Verordnung (EG) Nr. 338/97 (EU-ArtenschutzVO) gelistet und genießt somit in der Europäischen Union den höchsten Schutzstatus. Ohne formelle Genehmigung der zuständigen Behörde ist daher jede Einfuhr in die EU und jede Vermarktung in der EU verboten; in Deutschland ist das eine Straftat; das gilt für lebende Exemplare ebenso wie für Teile aus Tieren dieser Art oder für Eier.

## Haltung

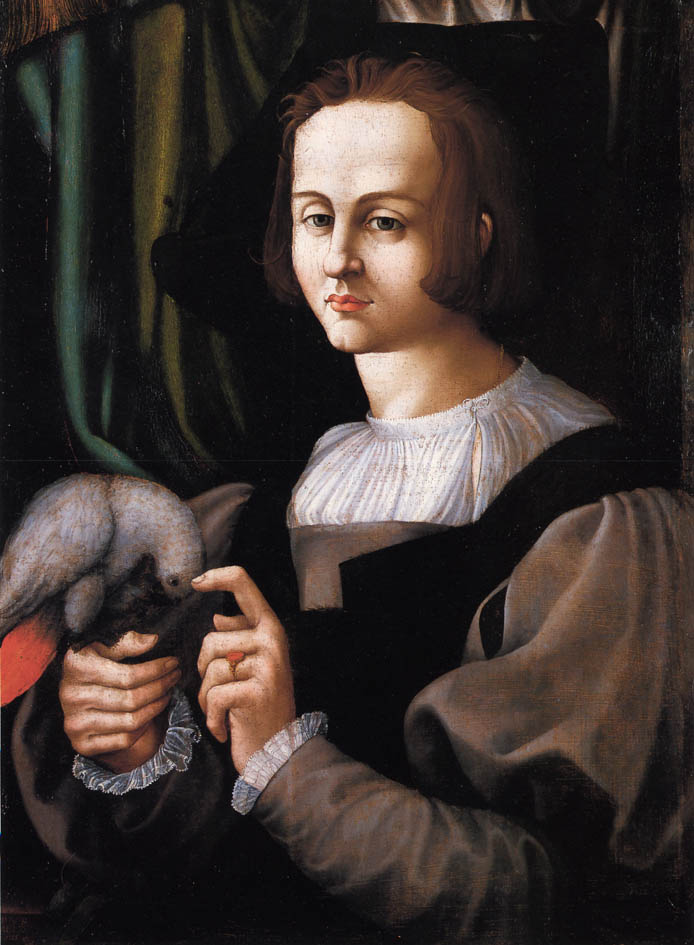
Unbekannter Mann und Graupapagei, Gemälde von Francesco Melzi 1525

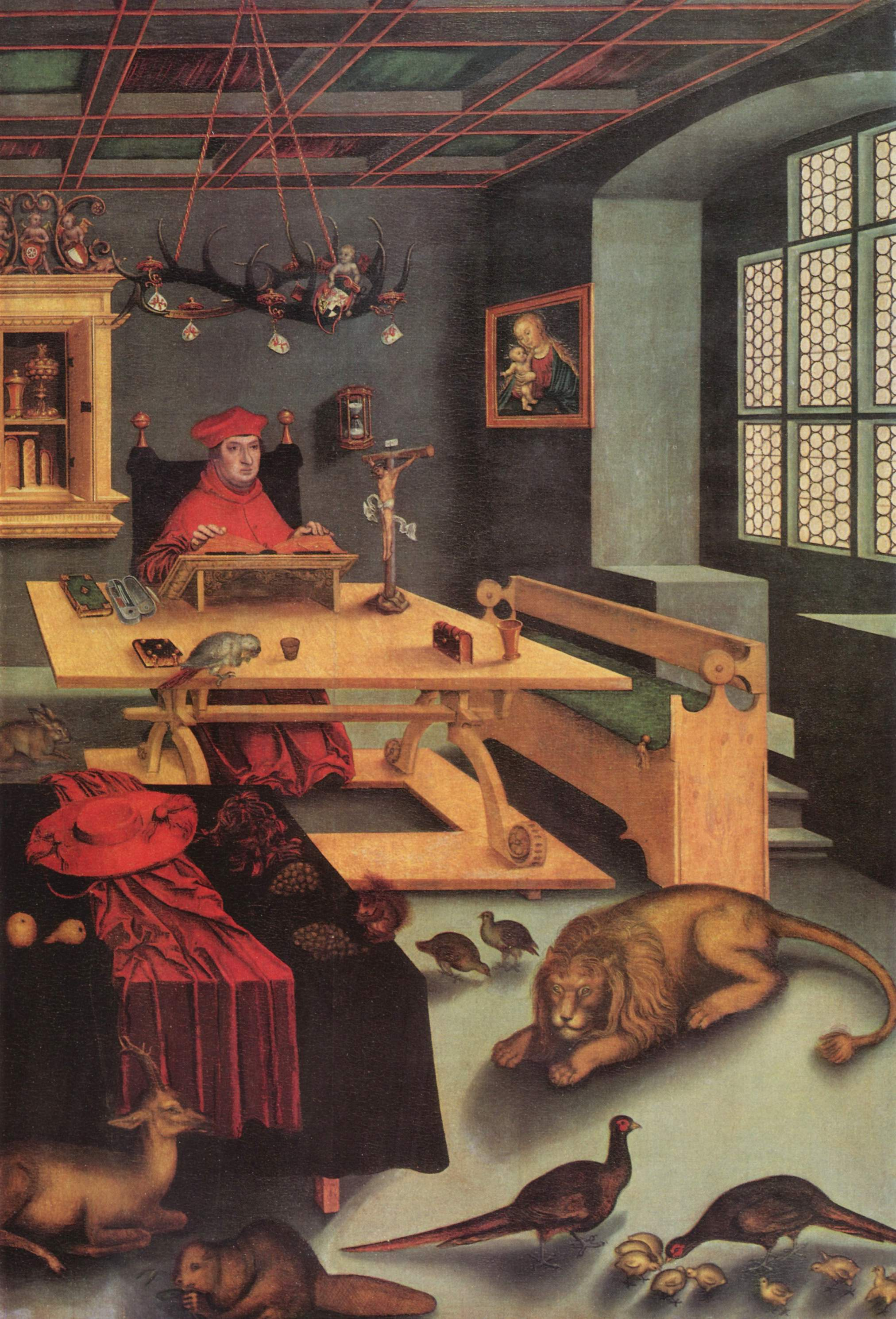
Porträt des Kardinal Albrecht von Brandenburg als Der heilige Hieronymus im Gehäus mit Graupapagei, Gemälde von Lucas Cranach dem Älteren 1526

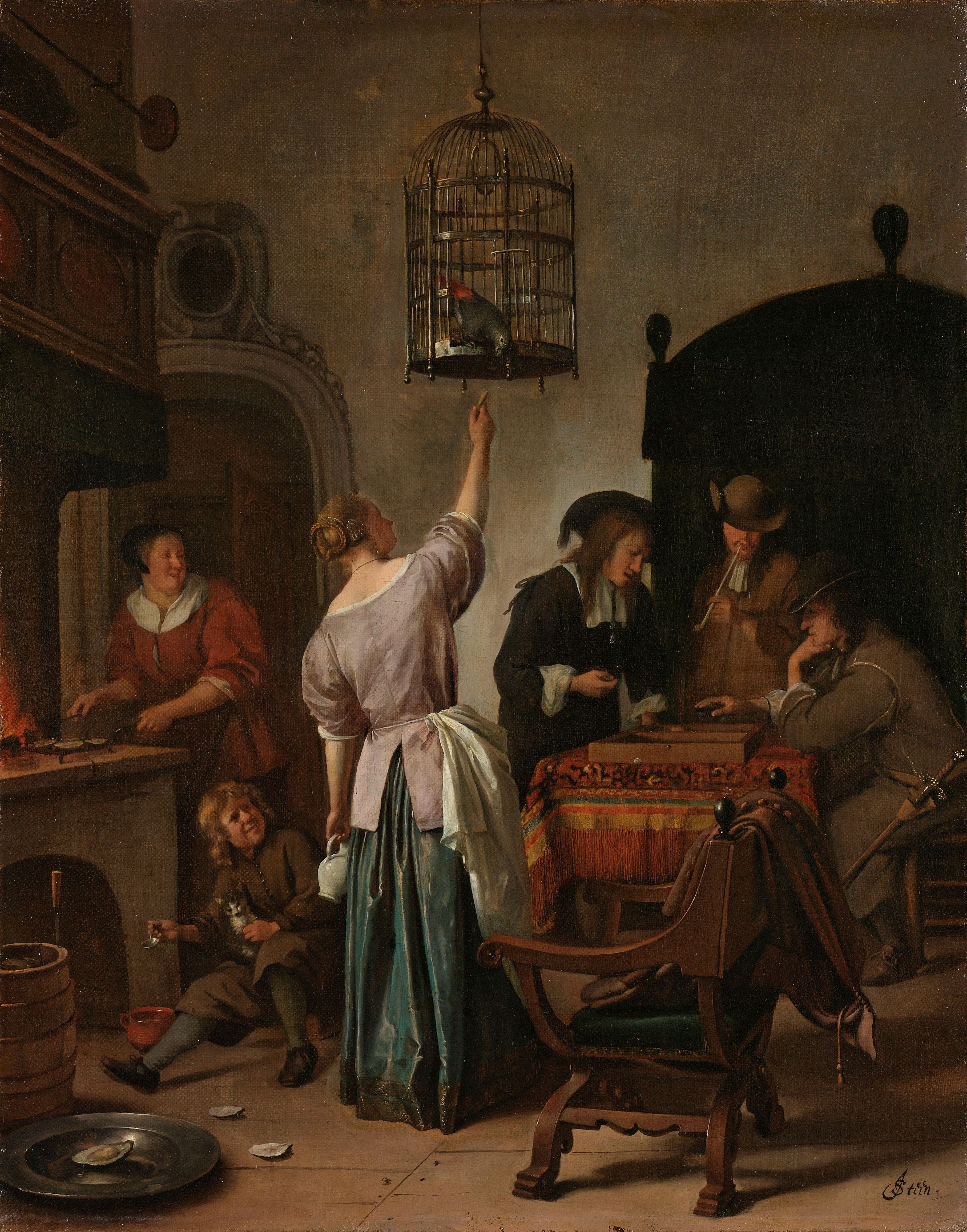
Graupapagei in einem Käfig Jan Steen ca. 1650–75

### Geschichte der Haltung in Europa
Ob im antiken Europa Graupapageien bekannt waren, ist fraglich, da hierfür Beweise fehlen. Erstmals dürfte die Kunde von Graupapageien Europa erreicht haben, als portugiesische Seefahrer die Kanarischen Inseln – wo es angeblich Graupapageien gegeben haben soll – nach 1400 bzw. das natürliche afrikanische Verbreitungsgebiet der Papageien etwa 1455 erreichten. Obwohl dieses Verbreitungsgebiet vor dem der neotropischen Papageien erreicht wurde, finden sie sich auf Gemälden erst ab etwa 1525. Bei den neotropischen Papageien finden sich Darstellungen bedeutend früher. So zeichnete Dürer bereits 1498, also nur sechs Jahre nach der Entdeckung Amerikas, die erste Amazone. Conrad Gessners Tierbuch erwähnt in seiner Ausgabe von 1555 eindeutig einen Graupapageien. Zu Beginn des 17. Jahrhunderts waren Graupapageien in Europa allgemein bekannt, da sie durch Seefahrer lebend nach Europa gebracht wurden. Auch Eleazar Albins zwischen 1731 und 1738 erschienene 'Natural history of Birds' enthält eine farbige Abbildung des Graupapageien. Die aus dieser Zeit stammenden, teilweise sehr naturgetreuen Abbildungen auf Gemälden, Stichen oder Aquarellen belegen, dass Graupapageien in Europa auch in Privathand häufiger gehalten wurden und somit den Künstlern aus eigener Anschauung bekannt sein konnten. Auf Gemälden dominieren aber die farbenprächtigeren Papageienarten besonders aus Asien und Amerika.
Graupapageien sind eine der wenigen Papageienarten, die Linné in der 10. Auflage seines Systema Naturae von 1758 nennt und heute die einzige Papageienart, die noch den ursprünglichen Linneschen Gattungsnamen trägt.
Als Welterstzucht gelten zwei Bruten, die in Frankreich 1799 stattfanden. Weitere nationale Erstzuchten fanden 1843 in England, 1899 in Deutschland, 1931 in den USA und 1953 in Schweden statt. Bei Timneh-Graupapageien liegen die Daten der Erstzuchten später. Der Übergang von Zufallzuchten zur regelmäßigen Zucht in Gefangenschaft liegt in der zweiten Hälfte des 20. Jahrhunderts. Inzwischen ist die Zucht kein Problem mehr. Graupapageien werden in so großer Zahl in Privathand und bei kommerziellen Züchtern vermehrt, dass der Bedarf nicht mehr aus dem Freiland gedeckt werden muss. Heutzutage ist der Graupapagei eine der am häufigsten gehaltenen und bekanntesten Papageienarten, sieht man von Wellensittichen ab.

### Moderne Haltung
Graupapageien werden vor allem wegen ihrer Intelligenz und ihrer Sprachbegabung gehalten. Sie gelten als die Papageienart mit der höchsten Begabung zum Nachahmen von Geräuschen. Die intelligenten Vögel können auf Veränderungen oder den Verlust von Partnervögeln oder Bezugspersonen äußerst sensibel reagieren. Rupfen kann eine Folge solcher Veränderungen sein.
Wenn Graupapageien nach modernen tiergartenbiologischen Vorstellungen gehalten werden sollen, ist eine gruppen- oder zumindest paarweise Haltung notwendig. Nach diesen Vorstellungen wird die lange als Normalform der Haltung praktizierte Einzelhaltung in der Wohnung ebenso als nicht artgerecht kritisiert wie das Stutzen der Flügel, um etwa die Haltung auf einem Papageienbaum im Freien zu ermöglichen. Auch der deutsche Tierschutzbund e. V. lehnt Amputationen und «sonstige Manipulationen am Tier, um dieses an das Haltungssystem anzupassen», ab.
Im 1995 publizierten und 2005 überarbeiteten Gutachten zu Mindestanforderungen zur Haltung von Papageienvögeln wird für einen Graupapagei als Anhaltspunkt eine Volierengröße von mindestens 2 × 1 × 1 m (Breite × Tiefe × Höhe) angegeben, die im Differenzprotokoll des deutschen Tierschutzbundes e. V. als zu klein bezeichnet werden. Dort wird eine Mindestgröße gefordert die «1 - 2 Flugschwünge im Käfig» ermöglichen. Zudem wird vom Tierschutzbund Freiflug gefordert und nicht nur empfohlen, wie im Gutachten.
Die Ernährung und Beschäftigung der Tiere in Gefangenschaft stellt heute kein Problem dar. Die häufig auf dem Markt angebotenen superzahmen Handaufzuchten sind unter tiergartenbiologischen Gesichtspunkten problematisch, es kann zu massiven Problemen beim Eintritt der Geschlechtsreife der Tiere kommen. Hier hat sich ein Markt der Beratung der Tierhalter entwickelt.
Um die Gefährdung der Freilandbestände einzuschränken, sind beim Kauf und der Einfuhr Artenschutzgesetze zu beachten und Tiere aus Nachzuchten zu bevorzugen. Zu jedem legalen Tier gibt es in der Europäischen Union eine sog. CITES-Bescheinigung, also ein formelles Behördendokument über die Ausnahme von den Einfuhr- und Ankaufverboten. In Deutschland ist jede Haltung und Veränderung des regelmäßigen Standortes eines Exemplars unter anderem unter Angabe seiner Kennzeichnung, also regelmäßig mit der individuellen Ringnummer unverzüglich bei der örtlichen Naturschutzbehörde anzuzeigen.
Der Import von Wildvögeln in die EU ist derzeit aufgrund der Vogelgrippe-Prophylaxe verboten.

### Werkzeuggebrauch
Bei Graupapageien ist in menschlicher Obhut Werkzeuggebrauch belegt. So können etwa Zweige zum Gefiederputzen genutzt werden. Hohle Gegenstände können zur Wasseraufnahme dienen. Auch zum Graben können Werkzeuge genutzt werden.

### Maximalalter in Gefangenschaft
Angaben zum durchschnittlichen und maximalen Alter wildlebender Graupapageien liegen nicht vor. In menschlicher Obhut kann die Art bis zu 60 Jahre alt werden. Als Extremfall ist ein Alter von 73 Jahren belegt.

### Bekannte Graupapageien
Einzelne Graupapageien haben weltweite Berühmtheit erlangt. Besonders bekannt wurde der Graupapagei Alex (1976 bis 2007), der der Wissenschaftlerin Irene Pepperberg gehörte. Pepperberg untersuchte an ihm die kognitiven Fähigkeiten von Graupapageien, besonders ihre Fähigkeit, nicht nur menschliche Sprache nachzuahmen, sondern die Worte in einem sinnvollen Kontext zu nutzen. Alex lernte unter anderem, 50 ihm dargebotene Objekte korrekt durch eine spezielle Lautäußerung zu bezeichnen, dazu sieben Farben und fünf Formen. Laut Pepperberg konnte er auch einfache Additionen vornehmen und nicht vorhandene Gegenstände als nicht vorhanden bezeichnen, was sie als „zero-like concept“ bezeichnet (auf Deutsch etwa: eine Benennung, die dem Begriff Null ähnelt). Die Forscherin räumt allerdings selbst ein, dass nicht vorhanden und Null keinesfalls miteinander gleichzusetzen sind. Die Fähigkeiten von Alex wurden von keinem anderen Papagei ihrer Gruppe erreicht.
Joseph Haydns Graupapagei konnte mehrere Melodien, die Haydn komponierte, mitpfeifen. Bei Gesellschaften in Haydns Haus in der Wiener Vorstadt Windmühle soll er, wenn ein Toast auf den Kaiser ausgesprochen und das Glas erhoben wurde, die Melodie zu Gott erhalte Franz den Kaiser gepfiffen haben. Nach dem Tod des Komponisten wurde der Vogel schließlich für den enormen Preis von 1415 Gulden – das entspricht heute etwa 32.500 Euro – versteigert.

## Trivia
Bei der US-amerikanischen Death-Metal-Band Hatebeak übernimmt ein Graupapagei namens Waldo den Gesang.